# Zdravko Miljak
Zdravko Miljak, född den 11 september 1950 i Vinkovci i Jugoslavien (nuvarande Kroatien), är tidigare kroatisk handbollsspelare som under sin karriär tävlade för det forna Jugoslavien.
Han tog OS-guld i herrarnas turnering i samband med de olympiska handbollstävlingarna 1972 i München.